# Шабельники (Полтавський район)
Шабе́льники — село в Україні, у Кобеляцькій міській громаді Полтавського району Полтавської області. Населення становить 4 осіб.

## Географія
Село Шабельники розміщене за 2 км від правого берега річки Ворскла та за 1,5 км від села Перегонівка.

## Історія
В часи Другої Світової війни було звільнено від німецько-фашиських загарбників 25 вересня 1943р частинами 93-ї стрілецької дивізії, які пішли у масштабний наступ силами трьох гвардійських стрілецьких полків (278, 281 та 285) за підтримки 198 артилерійського полку.
12 червня 2020 року, відповідно до розпорядження Кабінету Міністрів України № 721-р «Про визначення адміністративних центрів та затвердження територій територіальних громад Полтавської області», село увійшло до складу Кобеляцької міської громади.
19 липня 2020 року, в результаті адміністративно - територіальної реформи та ліквідації Кобеляцького району, село увійшло до складу новоутвореного Полтавського району Полтавської області.